# Nicola Griffith
Œuvres principales
- Slow River

Nicola Griffith, née le 30 septembre 1960 à Leeds, est une autrice britannique de science-fiction.

## Biographie
Nicola Griffith a obtenu le prix Nebula, le prix James Tiptree, Jr., le prix World Fantasy et six fois le prix Lambda Literary.
Nicola Griffith vit avec sa compagne, la romancière Kelley Eskridge (en), à Seattle dans l'État de Washington aux États-Unis.

## Œuvre

### SérieLight of the World
1. (en) Hild, 2013
2. (en) Menewood, 2023

### Romans indépendants
- (en) Ammonite, 1993
- (en) Slow River, 1995Prix Nebula du meilleur roman 1996
- Belle comme la nuit, Calmann-Lévy, 2003 ((en) The Blue Place, 1998)  (ISBN 978-2702133927)
- Un si long chagrin, Calmann-Lévy, 2005 ((en) Stay, 2002)  (ISBN 978-2702135990)
- (en) Always, 2007
- (en) So Lucky, 2018
- La Lance de Peretur, Argyll, 2025 ((en) Spear, 2022), trad. Marie Koullen, 208 p.  (ISBN 978-2-494-66564-4)

### Anthologies
- (en) Bending the Landscape: Fantasy, 1997Écrit avec Stephen Pagel.
- (en) Bending the Landscape: Science Fiction, 1998Écrit avec Stephen Pagel.
- (en) Bending the Landscape: Horror, 2001Écrit avec Stephen Pagel.

### Nouvelles
- (en) An Other Winter's Tale, 1987
- (en) Mirrors and Burnstone, 1988
- (en) The Other, 1989
- (en) We Have Met the Alien, 1990
- (en) The Voyage South, 1990
- (en) Down the Path of the Sun, 1990
- Le Chant des grenouilles, le Cri des oies, 1995 ((en) Song of Bullfrogs, Cry of Geese, 1991)Parue dans l'anthologie Century XXI, Encrage
- (en) Wearing My Skin, 1991
- (en) Touching Fire, 1993
- Yaguara, 1998 ((en) Yaguara, 1994)Parue dans l'anthologie La Petite mort, Albin Michel
- (en) A Troll Story, 2000
- (en) With Her Body, 2004
- (en) It Takes Two, 2009

## Prix et distinctions
- Prix Lambda Literary
  - 1993 dans la catégorie Science Fiction/Fantasy/Horror pour Ammonite
  - 1995 dans la catégorie Science Fiction/Fantasy/Horror pour Slow River
  - 1997 dans la catégorie Science Fiction/Fantasy/Horror pour Bending the Landscape
  - 1998 dans la catégorie Science Fiction/Fantasy pour Bending the Landscape II
  - 1998 dans la catégorie Lesbian Mystery pour The Blue Place
  - 2007 dans la catégorie Women's Memoir/Biography pour And Now We Are Going to Have a Party
- Prix Alice B Readers
  - 2009 Médaille Alice B
- Prix Damon-Knight Memorial Grand Master 2024